# Bian Lan
Bian Lan (17 de agosto de 1984) é uma basquetebolista profissional chinesa.

## Carreira
Bian Lan integrou a Seleção Chinesa de Basquetebol Feminino, em Pequim 2008 que terminou na quarta colocação. 

## Títulos
- Jogos Asiáticos: 2006 e 2010.